# Chambord (Eure)
Chambord és un municipi francès situat al departament de l'Eure i a la regió de Normandia. L'any 2007 tenia 174 habitants.

## Demografia

### Població
El 2007 la població de fet de Chambord era de 174 persones. Hi havia 77 famílies, de les quals 20 eren unipersonals (12 homes vivint sols i 8 dones vivint soles), 41 parelles sense fills i 16 parelles amb fills.
La població ha evolucionat segons el següent gràfic:
Habitants censats

### Habitatges
El 2007 hi havia 120 habitatges, 78 eren l'habitatge principal de la família, 30 eren segones residències i 12 estaven desocupats. Tots els 117 habitatges eren cases. Dels 78 habitatges principals, 63 estaven ocupats pels seus propietaris, 13 estaven llogats i ocupats pels llogaters i 2 estaven cedits a títol gratuït; 1 tenia una cambra, 1 en tenia dues, 16 en tenien tres, 16 en tenien quatre i 44 en tenien cinc o més. 68 habitatges disposaven pel capbaix d'una plaça de pàrquing. A 39 habitatges hi havia un automòbil i a 33 n'hi havia dos o més.

### Piràmide de població
La piràmide de població per edats i sexe el 2009 era:
| Homes | Edats   | Dones |
| ----- | ------- | ----- |
| 0     | 95 o +  | 0     |
| 0     | 90 a 94 | 0     |
| 0     | 85 a 89 | 0     |
| 0     | 80 a 84 | 0     |
| 8     | 75 a 79 | 4     |
| 8     | 70 a 74 | 8     |
| 8     | 65 a 69 | 8     |
| 4     | 60 a 64 | 0     |
| 0     | 55 a 59 | 0     |
| 12    | 50 a 54 | 8     |
| 12    | 45 a 49 | 20    |
| 0     | 40 a 44 | 0     |
| 4     | 35 a 39 | 4     |
| 8     | 30 a 34 | 8     |
| 8     | 25 a 29 | 4     |
| 8     | 20 a 24 | 8     |
| 0     | 15 a 19 | 4     |
| 12    | 10 a 14 | 4     |
| 8     | 5 a 9   | 0     |
| 4     | 0 a 4   | 0     |

## Economia
El 2007 la població en edat de treballar era de 110 persones, 79 eren actives i 31 eren inactives. De les 79 persones actives 68 estaven ocupades (39 homes i 29 dones) i 10 estaven aturades (3 homes i 7 dones). De les 31 persones inactives 15 estaven jubilades, 6 estaven estudiant i 10 estaven classificades com a «altres inactius».

### Ingressos
El 2009 a Chambord hi havia 73 unitats fiscals que integraven 150 persones, la mediana anual d'ingressos fiscals per persona era de 16.860 €.

### Activitats econòmiques
Dels 7 establiments que hi havia el 2007, 1 era d'una empresa de construcció, 3 d'empreses de comerç i reparació d'automòbils, 1 d'una empresa d'hostatgeria i restauració, 1 d'una empresa financera i 1 d'una empresa de serveis.
L'únic servei als particulars que hi havia el 2009 era una fusteria.
L'any 2000 a Chambord hi havia 24 explotacions agrícoles que ocupaven un total de 1.045 hectàrees.

## Poblacions més properes
El següent diagrama mostra les poblacions més properes.